# Elvis Presleys hæderspriser
Elvis Presleys hæderspriser er en titel og et begreb, der skal dække over de mange priser og nomineringer som Elvis Presley modtog gennem sin 23 år lange karriere, samt efter hans død som 42-årig i august 1977. Især indenfor pladesalget er strømmen af Guld- og Platinplader fortsat gennem årene og bliver fortsat suppleret med jævne mellemrum.
Fra den allerførste pladeudgivelse, That's All Right i juli 1954; frem gennem rækken af Elvis-film, 33 i alt; i løbet af årene med de mange stort anlagte shows og gennem de mange år efter stjernens død er anerkendelsen af hans talent blevet bredt anerkendt, hvilket mængden af priser og hæder vidner om.
Grammy-uddelingen tog sin begyndelse i 1959 mens Elvis var udstationeret som soldat i Vesttyskland, så hele opstarten på hans karriere med de mange store rocknumre var overstået på dette tidspunkt.
Gennem årene havde Elvis ikke mindre end 149 sange med på den amerikanske hitliste Billboard Hot 100, og af disse var 18 af dem placeret på førstepladsen. Hertil kommer, at han gennem årene har haft 90 albums på Hot 100 med 10 af dem på førstepladsen. Disse hitlisteplaceringer gælder udelukkende for det amerikanske marked og er udelukkende pop-hitlister. Elvis har også haft sange og albummer på de amerikanske Rhythm and blues-, Country- eller Gospellister.

## Hæder for sangene
Elvis Presley indsang et stort antal sange, både som traditionelle studienumre, men også sange indspillet til hans mange film og dernæst udgivet som soundtracks. Hertil kommer de sange, som er indspillet under liveoptræden under hans mange koncerter og dernæst udsendt på plade. I tiden fra Elvis Presleys allerførste demo-indspilninger hos Sun Records i 1954 og frem til hans sidste koncert, der fandt sted i Indianapolis den 26. juni 1977, er der 759 kendte indspilninger. Dette inkluderer også de privatoptagelser, som Elvis selv lavede under sin soldatertid i Vesttyskland samt senere i sin karriere. Der dukker stadig private piratoptagelser frem fra Elvis' koncerter, så muligheden for, at antallet af indsungne sange forøges, er stadig til stede.

### Grammy Award
Grammy Awards (oprindeligt Gramophone Awards) er en række amerikanske musikpriser uddelt af Recording Academy for årets bedste præstationer inden for musikbranchen. Grammy betragtes som musikindustriens svar på filmbranchens Oscar (Academy Award). Grammy-uddelingen holdes normalt i februar og der er 108 kategorier.
Elvis Presley blev i 1971, som den sjette kunstner nogensinde, tildelt en Grammy Lifetime Achievement Award, der er en 'Æres-Grammy' for hans samlede musikalske indsats gennem årene.
Elvis Presley blev herudover nomineret 16 gange til en Grammy Award, selv om Grammy-uddelingerne, som nævnt, først begyndte i 1959, fem år efter at Elvis havde debuteret. De 16 nomineringer, som i alt udløste tre Grammyer, var:
- 1959:

Albummet For LP Fans Only, nomineret i kategorien 'Best Album Cover'.
Sangen "A Big Hunk O'Love", nomineret i kategorien 'Best Performence by a Top 40 Artist'.
Sangen "A Fool Such As I", nomineret i kategorien 'Best Record of the Year'.
Sangen "A Big Hunk O'Love", nomineret i kategorien 'Best Rhytm & Blues Performance'.
- 1961:

Soundtracket G.I. Blues, nomineret i kategorien 'Best Soundtrack from Motion Picture'.
Soundtracket G.I. Blues, nomineret i kategorien 'Male Vokal Performance – Album'.
Sangen "Are You Lonesome Tonight?", nomineret i kategorien 'Male Vokal Performance – Single'.
Sangen "Are You Lonesome Tonight?", nomineret i kategorien 'Record of the Year'.
Sangen "Are You Lonesome Tonight?", nomineret i kategorien 'Vokal Performance – Pop Single Artist'.
- 1962:

Soundtracket Blue Hawaii, nomineret i kategorien 'Best Soundtrack from Motion Picture'.
- 1968:

Albummet How Great Thou Art, nomineret i kategorien 'Best Enginered Recording'.
Albummet How Great Thou Art, nomineret og vundet i kategorien 'Best Sacred Performance'.
- 1969:

Albummet You'll Never Walk Alone, nomineret i kategorien 'Best Sacred Performance'.
- 1973:

Albummet He Touched Me, nomineret og vundet i kategorien 'Best Inspirational Performance'.
- 1975:

Sangen "How Great Thou Art", nomineret og vundet i kategorien 'Best Inspirational Performance'.
- 1979:

Sangen "Softly As I Leave You", nomineret i kategorien 'Best Country & Western Performance'.

### Guld- og Platinplade
Elvis Presley er stadig den bedst sælgende solist nogensinde med et salg på over 1 milliard plader. Alle disse solgte plader (LP'er, EP'er, CD'er, Singler) har betydet en ikke ubetydelig mængde af hædersplader af kategorierne Guld og Platin samt, for et enkelt albums vedkommende, Diamant. Det er albummet Elvis' Christmas Album i den udgave, som kom på markedet i 1970, som altså er solgt i over 10 millioner eksemplarer i Amerika foruden de, der er langet over disken i resten af verden.

#### Kriterier for tildeling
Hæder og ære for salgstallene tildeles i form af ”Guldplader”, som de populært benævnes, enten der så er tale om Guldplader, Platinplader eller Diamantplader. En organisation, som hedder Recording Industry Association of America (RIAA), registrerer salget af plader (LP’er. Singler, EP’er, CD’er etc.) og tildeler hæderen herefter. Der er udelukkende tale om salget på det amerikanske marked.
Kravene til salgstallenes størrelse for hhv Guld-, Platin- eller Diamantplader har ændret sig gennem årene. Antallet af æresplader er opgjort efter de nutidige standarder, som er:
- 500.000 solgte eksemplarer udløser en Guldsingle eller -album.
- 1 million solgte eksemplarer udløser en Platinsingle eller -album.
- 10 millioner solgte eksemplarer udløser en Diamantsingle eller -album.

For dobbelt-albummer eller CD-boxe og lignende opgøres tallene således: Hver enkelt plade eller CD tæller med, fx vil en CD-box med 5 CD’er give guld efter salg af 100.000 boxe, idet de 5 CD’er x de 100.000 solgte boxe = 500.000 solgte eksemplarer og dermed guld.
Salgstallene, der udløser de gyldne plader, indrapporteres til RIAA fra de enkelte pladeselskaber, som også selv må rekvirere ærespladerne. Elvis Presleys pladeselskab RCA, der i dag er en del af Sony Music Entertainment, fører fortsat kontrol over solgte enheder og dokumenterer til stadighed Elvis’ posthume salg.

#### Tildelte Guld- og Platinplader
En endelig opgørelse over Elvis Presleys Guld-, Platin- og Diamantplader er ikke mulig, eftersom der fortsat sælges millionvis af hans mange hundrede udgivelser. Derfor vil en opgørelse blot være et øjebliksbillede. Men i efteråret 2013 var det eksakte tal oppe på i alt 219 Guld-, Platin- og Diamantplader.
De 219 hædersplader fordeler sig med:
- Guld: 70 stk.
- Platin: 148 stk.
- Diamant: 1 stk.

eller opgjort anderledes:
- Albums (LP’er + CD’er): 138 stk[25].
- Singler: 63 stk[26].
- EP’er: 18 stk[27].

Eftersom de tre forskellige hædersplader dækker over hver sin mængde af solgte enheder vil de 219 hædersplader i realiteten svare til 193 millioner solgte plader, som igen ville svare til i alt 386 Guldplader, der forhen var den anvendte enhedsbetegnelse.
De 193 millioner solgte enheder dækker langt fra det faktiske antal af solgte plader, idet der her er tale om for det første, at det udelukkende er det amerikanske marked, der er opgjort på denne måde og for det næste, at alle de mange hundrede Elvis-sange, som ikke har solgt tilstrækkeligt til en Guldplade alligevel trækker op i det samlede billede. Guinness World of Records har opgjort det samlede salg til over 1 milliard plader.

## Hæder for filmene
Elvis Presley indspillede gennem årene i alt 33 film, 31 spillefilm og to dokumentarfilm. Allerede fra den første film, Love Me Tender, var kursen sat imod et niveau på linje med Marlon Brando eller James Dean. De næste film i rækken pegede i samme retning, men da Elvis vendte hjem til USA efter sin udstationering som soldat i Vesttyskland blev stilen ændret til en noget mere folkelig filmgenre med stor appel til det købelystne publikum. Musikfilm som G.I. Blues og Blue Hawaii blev utroligt populære, og soundtrackene herfra solgte i store oplag. Selv om en enkelt af disse musikfilm, Girls! Girls! Girls!, blev nomineret til en Golden Globe, var filmenes kvalitet og manuskripter dog i en permanent nedadgående kurve, hvilket gjorde, at Elvis efter indspilningerne af den sidste spillefilm, Change Of Habit i 1968, meddelte sin manager, at han nu ønskede at genoptage sit turnéliv og droppe fremtidige spillefilm. Med dokumentarfilmen Elvis On Tour i 1972 var filmårene definitivt ovre.

### Academy Award
Ingen af Elvis Presleys film vandt eller blev nomineret til en Academy Award (Oscar). Men en af de mange filmsange var temmelig tæt på, idet "I'll Be Back" (Ben Weisman, Sid Wayne), der er indspillet 17. februar 1966 hos Radio Recorders i Hollywood og blev fremført i filmen Spinout, var med i "Top-10" i kategorien "Bedste filmsang" ("Best song in a motion picture"), men altså lige akkurat ikke nåede med blandt de fem nominerede.

### Golden Globe
- Filmen Girls! Girls! Girls! blev i 1963 nomineret til en Golden Globe i kategorien 'Bedste Film'[30].
- Filmen Elvis On Tour blev nomineret og vandt en Golden Globe i 1973 for bedste dokumentarfilm[31].

### Tildelte Guld- og Platin-DVD’er
DVD-musikfilm tildeles Guld og Platin efter samme kriterier som plader, CD’er og cassettebånd. Elvis har modtaget i alt 15 Platin-DVD’er. Disse er fordelt på kun seks forskellige udgivelser, nemlig:
- Elvis: ’68 Special - Deluxe Edition, 4 x Platin
- Elvis: ’68 Special - Special Edition, 2 x Platin
- Aloha From Hawaii – Deluxe Edition, 4 x Platin
- Aloha From Hawaii – Special Edition, 2 x Platin
- #1 Hit Performances – Platin
- Elvis By The Presley's – 2 x Platin

## Øvrige priser og honoreringer
- Den årlige optagelse af nye navne i Rock and Roll Hall of Fame blev indledt den 23. januar 1986. Blandt de kunstnere, der blev optaget allerede det første år, var Elvis Presley[33].

- Hollywood Walk of Fame er et 'æresfortov' langs med gaderne Hollywood Boulevard og Vine Street i Hollywood, Los Angeles, Californien, der fungerer som en slags 'Underholdningens Hall of Fame'. Elvis Presley er tildelt en stjerne for sin pladeproduktion og den ligger på Hollywood Walk of Fame, på fortovet ud for Hollywood Blvd 6777[34].